# Kaććh (nizina)

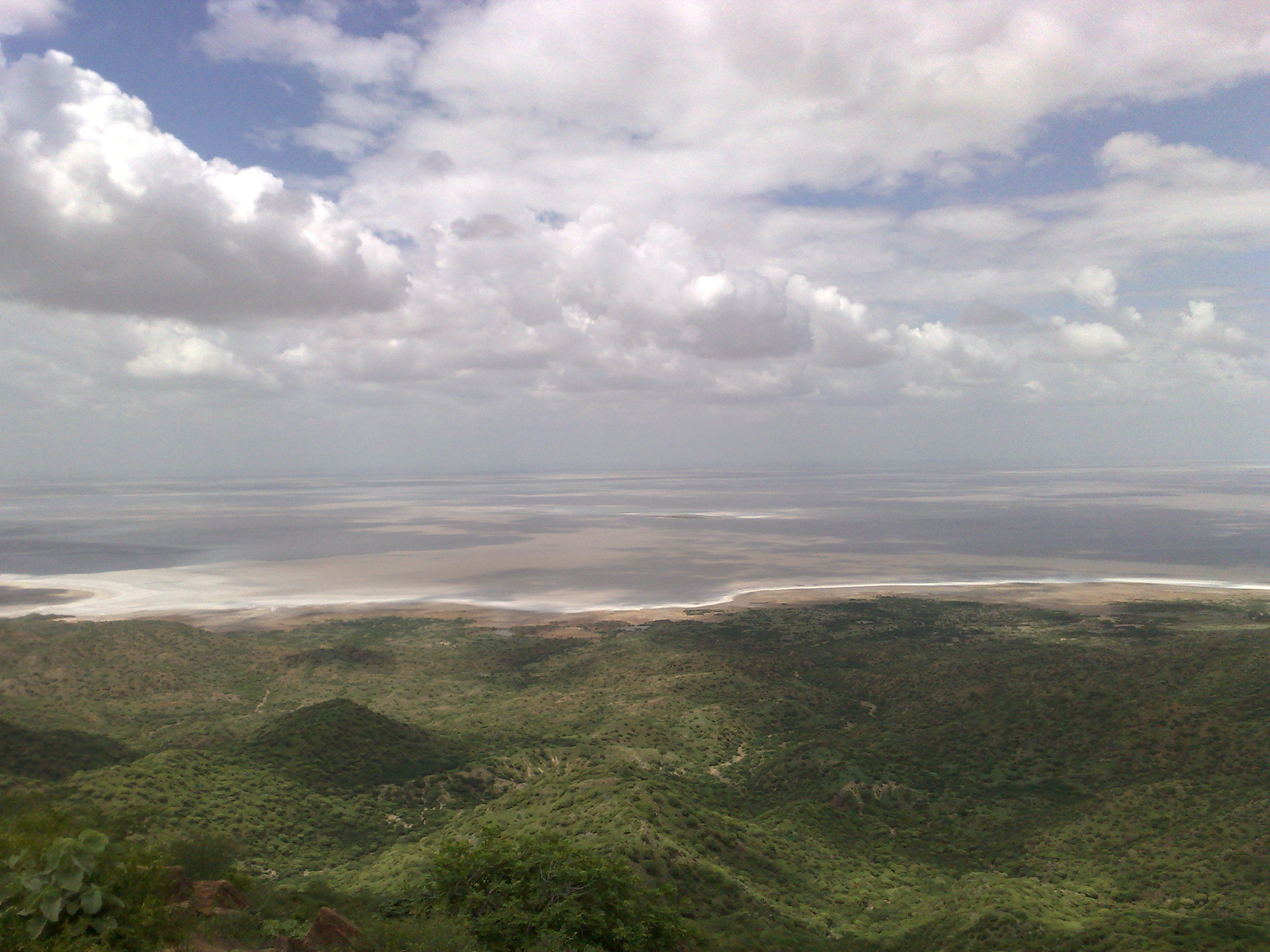
Pustynia na nizinie Kaććh

Kaććh – nizina przybrzeżna w północno-zachodnich Indiach i w południowo-wschodnim Pakistanie, nad Morzem Arabskim.
W okresie letnich opadów monsunowych północna i wschodnia część niziny jest zalewana.
Na nizinie wydobywa się sól z salin morskich oraz choduje się owce, wielbłądy.